# Фео, Франческо
Франческо Фео (итал. Francesco Feo; 1691 год, Неаполь, Королевство Неаполь — 28 января 1761 года, там же) — итальянский композитор и музыкальный педагог.

## Биография
Франческо Фео родился в 1691 году в Неаполе, столице Неаполитанского королевства. Отец его был портным. 3 сентября 1704 года он был принят в консерваторию Санта-Мария-делла-Пьета дей Туркини, там учился у Андреа Бассо и Николы Фаго. Вместе с ним обучались Леонардо Лео и Джузеппе де Майо; позднее Джузеппе де Майо женился на его племяннице Терезе Манне. Образование будущий композитор завершил в 1712 году.
Премьера его первой оперы «Тираническая любовь, или Зиновия» (итал. L'amor tirannico, ossia Zenobia) состоялась в Неаполе в театре Сан-Бартоломео 18 января 1713 года. Во время карнавала 1714 года прошла премьера оратории композитора «Мученичество Святой Екатерины» (итал. Il martirio di Santa Caterina). В следующие несколько лет им были написаны многочисленные произведения церковной музыки, а также арии, дуэты и речитативы, сочинённые Франческо Фео для оперных произведений других композиторов.
В 1719 году он написал оперу-буфф «Сила добродетели» (итал. La forza della virtù), а следом в 1720 году оперу-сериа «Тевцон» (итал. Teuzzone), но подлинная слава пришла к композитору только после его оперы-сериа «Сифакс, царь Нумидии» (итал. Siface, re di Numidia), премьера которой состоялась на сцене театра Сан-Бартоломео в 1723 году. Либретто оперы было написано юным Пьетро Метастазио, недавно переехавшим в Неаполь.
В том же 1723 году он получил место примо-маэстро (первого учителя) в консерватории Сант-Онофрио в Порте-Капуана, сменив на этой должности Николу Грилло. За шестнадцать лет его педагогической деятельности в этой консерватории она стала одним из крупнейших и уважаемых учебных заведений в Неаполитанском королевстве. Во время работы ему помогал композитор Иньяцио Прота. Его учениками были Никола Сабатино, Никколо Йоммелли, Маттео Капраника, Дженнаро Манна.
В плодотворные годы творческой зрелости, Франческо Фео написал свою самую известную оперу-сериа «Андромаха» (итал. Andromaca) по либретто Апостоло Дзено, премьера которой состоялась в Театро Валле в Риме 5 февраля 1730 года.
В 1739 году он уступил место примо-маэстро в консерватории Сант-Онофрио своему ученику Леонардо Лео и перешёл на место примо-маэстро в консерваторию Повери-ди-Джезу-Кристо, сменив на этом посту Франческо Дуранте. Здесь во время работы ему помогали Альфонсо Каджи и Джироламо Абос, а учениками были Джакомо Инсангвине и Джан Франческо де Майо.
Большую часть своих ораторий и кантат композитор написал между 1723 и 1743 годами. Самой известной ораторией Франческо Фео была оратория «Святой Франциск Сальский, апостол Шабле» (итал. San Francesco Salesio, Apostolo del Chablais).
В 1734–1735 году композитор сочинил «Страсти по Иоанну» (лат. Passio secundum Joannem) по заказу кавалеров ордена Божией Матери Скорбей. Франческо Фео в 1738 году сочинил оперы «Орест» и «Полиник», премьера которых состоялась в Мадриде и в 1739 году ораторию «Уничтожение армии хананеян со смертью Сисары» (итал. La distruzione dell’esercito dei Cananei con la morte di Sisara), премьера которой состоялась в Праге. Его последняя опера «Аршак» (итал. Arsace) была поставлена в Турине на сцене Театро Реджо в 1740 году. Его последняя оратория «Руфь» (итал. Ruth) была поставлена в Риме в 1743 году.
В 1743 году консерватория Повери-ди-Джезу-Кристо была преобразована в семинарию. Франческо Фео оставил педагогическую деятельность и посвятил всё своё время сочинению исключительно церковной музыки. Кроме того, с 1726 года за ним оставалось место капельмейстера в церкви Сантиссима Аннунциата Маджоре в Неаполе.
Его последним сочинением стала композиция 1760 года для струнных и тенора «Ибо Ты один свят» (лат. Quoniam tu solus sanctus). Франческо Фео умер 28 января 1761 года в Неаполе.

## Творческое наследие
Творческое наследие композитора включает 19 оперных произведений, 12 ораторий (в том числе 4 реквиема), многочисленные духовные и вокальные сочинения.